# Junior CentraleSupélec
Junior CentraleSupélec est la Junior-Entreprise de CentraleSupélec.

## Histoire

### Junior Centrale Études
Junior Centrale Étude naît le 1er janvier 1969 à la suite du déménagement de Centrale Paris sur le campus de Châtenay-Malabry. Elle est soutenue par le directeur de l'école de l'époque Daniel Gourisse ou l’ancien ministre du développement industriel et scientifique François-Xavier Ortoli, étant la première junior-entreprise scientifique. Son existence est officialisée le 10 mai 1985.
En 2000, JCE a pour partenaire Altran qui réalise pour les élèves de la junior-entreprise des bilans de compétence.

### Junior Supélec Stratégie
Le 27 janvier 1977, trois étudiants de Supélec fondent Supélec Études et Prospective (SEP) sur le campus de Gif-sur-Yvette. Supélec Études et Prospective devient alors Junior Supélec Stratégie, abrégé J2S[réf. souhaitée].
En 2006, J2S réalise un chiffre d'affaires compris entre 140 000 et 200 000 €.
Le 2 janvier 2008, J2S obtient la certification ISO 9001[réf. souhaitée]. La même année, J2S se voit décerner le « label ingénieur » de la Confédération des Junior-Entreprises.
En 2015, J2S organise un congrès à Rennes.
En 2016, J2S est nommé par Le Parisien parmi les meilleures associations étudiantes de France .
En 2017, après une croissance de son chiffre d’affaires de +120% sur deux ans, J2S voit pour sa dernière année d’existence son succès récompensé : la CNJE lui décerne le prix de meilleure JE française, et J2S arrive en finale pour le prix de Meilleure JE Européenne, auquel elle candidate pour la première fois. Son chiffre d'affaires est alors de 325 000 €, pour 60 missions réalisées annuellement. En parallèle, J2S organise le congrès de printemps 2017 sur son campus de Metz. J2S fête cette même année ses 40 ans.

### Junior CentraleSupélec
Le 1er août 2017, Junior CentraleSupélec est créé par fusion de JCE et J2S, en parallèle de la création de CentraleSupélec par fusion de Centrale Paris et Supélec[réf. souhaitée].
Le 9 mars 2019, Junior CentraleSupélec remporte le prix de Best J.E. of the Year 2019, récompensant le succès de la plus grosse fusion de l’histoire des J.E., ainsi que la pérennisation de la structure.
JCS remporte à nouveau le Prix d'Excellence en 2022,.

### Récapitulatif
| \| \| \| Centrale Étude (1969-1985) \| Centrale Étude (1969-1985) \| Centrale Étude (1969-1985) \| Centrale Étude (1969-1985) \| Centrale Étude (1969-1985) \| Centrale Étude (1969-1985) \| \| \| \| \| \| \| Supélec Études et Prospective (1977-2002) \| Supélec Études et Prospective (1977-2002) \| Supélec Études et Prospective (1977-2002) \| Supélec Études et Prospective (1977-2002) \| Supélec Études et Prospective (1977-2002) \| Supélec Études et Prospective (1977-2002) \| \| \| \| \| \| \| \| \| \| \| \| \| \| \| \| \| \| Centrale Étude (1969-1985) \| Centrale Étude (1969-1985) \| Centrale Étude (1969-1985) \| Centrale Étude (1969-1985) \| Centrale Étude (1969-1985) \| Centrale Étude (1969-1985) \| \| \| \| \| \| \| Supélec Études et Prospective (1977-2002) \| Supélec Études et Prospective (1977-2002) \| Supélec Études et Prospective (1977-2002) \| Supélec Études et Prospective (1977-2002) \| Supélec Études et Prospective (1977-2002) \| Supélec Études et Prospective (1977-2002) \| \| \| \| \| \| \| \| \| \| \| \| \| \| \| \| \| \| Junior Centrale Études (1985-2017) \| Junior Centrale Études (1985-2017) \| Junior Centrale Études (1985-2017) \| Junior Centrale Études (1985-2017) \| Junior Centrale Études (1985-2017) \| Junior Centrale Études (1985-2017) \| \| \| \| \| \| \| Junior Supélec Stratégie (2002-2017) \| Junior Supélec Stratégie (2002-2017) \| Junior Supélec Stratégie (2002-2017) \| Junior Supélec Stratégie (2002-2017) \| Junior Supélec Stratégie (2002-2017) \| Junior Supélec Stratégie (2002-2017) \| \| \| \| \| \| \| \| \| \| \| \| \| \| \| \| \| \| Junior Centrale Études (1985-2017) \| Junior Centrale Études (1985-2017) \| Junior Centrale Études (1985-2017) \| Junior Centrale Études (1985-2017) \| Junior Centrale Études (1985-2017) \| Junior Centrale Études (1985-2017) \| \| \| \| \| \| \| Junior Supélec Stratégie (2002-2017) \| Junior Supélec Stratégie (2002-2017) \| Junior Supélec Stratégie (2002-2017) \| Junior Supélec Stratégie (2002-2017) \| Junior Supélec Stratégie (2002-2017) \| Junior Supélec Stratégie (2002-2017) \| \| \| \| \| \| \| \| \| \| \| \| \| \| \| \| \| \| \| \| \| \| \| \| \| \| \| \| \| \| \| \| \| \| \| \| \| \| \| \| \| \| \| \| \| \| \| \| \| \| \| \| \| \| \| \| \| \| \| Junior CentraleSupélec (2017-) \| \| \| \| \| \| \| \| \| \| \| \| \| \| \| \| \| \| \| \| \| \| \| \| \| \| |  |                                    |                                    |                                    |                                    |                                    |                                    |                                |  |  |  |  |  |                                           |                                           |                                           |                                           |                                           |                                           |  |  |  |  |  |  |  |  |  |  |  |  |  |  |
| |  | Centrale Étude (1969-1985)         | Centrale Étude (1969-1985)         | Centrale Étude (1969-1985)         | Centrale Étude (1969-1985)         | Centrale Étude (1969-1985)         | Centrale Étude (1969-1985)         |                                |  |  |  |  |  | Supélec Études et Prospective (1977-2002) | Supélec Études et Prospective (1977-2002) | Supélec Études et Prospective (1977-2002) | Supélec Études et Prospective (1977-2002) | Supélec Études et Prospective (1977-2002) | Supélec Études et Prospective (1977-2002) |  |  |  |  |  |  |  |  |  |  |  |  |  |  |
| |  | Centrale Étude (1969-1985)         | Centrale Étude (1969-1985)         | Centrale Étude (1969-1985)         | Centrale Étude (1969-1985)         | Centrale Étude (1969-1985)         | Centrale Étude (1969-1985)         |                                |  |  |  |  |  | Supélec Études et Prospective (1977-2002) | Supélec Études et Prospective (1977-2002) | Supélec Études et Prospective (1977-2002) | Supélec Études et Prospective (1977-2002) | Supélec Études et Prospective (1977-2002) | Supélec Études et Prospective (1977-2002) |  |  |  |  |  |  |  |  |  |  |  |  |  |  |
| |  | Junior Centrale Études (1985-2017) | Junior Centrale Études (1985-2017) | Junior Centrale Études (1985-2017) | Junior Centrale Études (1985-2017) | Junior Centrale Études (1985-2017) | Junior Centrale Études (1985-2017) |                                |  |  |  |  |  | Junior Supélec Stratégie (2002-2017)      | Junior Supélec Stratégie (2002-2017)      | Junior Supélec Stratégie (2002-2017)      | Junior Supélec Stratégie (2002-2017)      | Junior Supélec Stratégie (2002-2017)      | Junior Supélec Stratégie (2002-2017)      |  |  |  |  |  |  |  |  |  |  |  |  |  |  |
| |  | Junior Centrale Études (1985-2017) | Junior Centrale Études (1985-2017) | Junior Centrale Études (1985-2017) | Junior Centrale Études (1985-2017) | Junior Centrale Études (1985-2017) | Junior Centrale Études (1985-2017) |                                |  |  |  |  |  | Junior Supélec Stratégie (2002-2017)      | Junior Supélec Stratégie (2002-2017)      | Junior Supélec Stratégie (2002-2017)      | Junior Supélec Stratégie (2002-2017)      | Junior Supélec Stratégie (2002-2017)      | Junior Supélec Stratégie (2002-2017)      |  |  |  |  |  |  |  |  |  |  |  |  |  |  |
| |  |                                    |                                    |                                    |                                    |                                    |                                    |                                |  |  |  |  |  |                                           |                                           |                                           |                                           |                                           |                                           |  |  |  |  |  |  |  |  |  |  |  |  |  |  |
| |  |                                    |                                    |                                    |                                    |                                    |                                    | Junior CentraleSupélec (2017-) |  |  |  |  |  |                                           |                                           |                                           |                                           |                                           |                                           |  |  |  |  |  |  |  |  |  |  |  |  |  |  |

## Missions notables

### Junior Centrale Supélec
JCS a notamment réalisé un boîtier électronique pour ArianeGroup.
En 2017, JCS vient en appui dans le domaine de la robotique pour Noremat.
En 2021, JCS réalise une application mobile pour rassurer les parents dont les enfants sont opérés, en collaboration avec l'association Les P'tits doudous. L'application est testée au CHU de Rennes ,,.
La même année, JCS réalise en collaboration avec CentraleSupélec, une étude sur les biais de discrimination lors du concours d'entrée à l'École.
JCS réalise une mission pour le Ministère des Armées lancé par l’Agence de l’Innovation de Défense (AID) durant la Crise du coronavirus ,,[source insuffisante].

## Organisation

### Fonctionnement général
JCS est formé d'élèves de première et de deuxième année de CentraleSupélec[réf. souhaitée].

### Sélection des intervenants
A travers ses trois antennes de Paris, Rennes et Metz, les chefs de projet de JCS sélectionnent les intervenants parmi les étudiants, selon leurs capacités techniques et leur motivation.

#### Ouvrages
- Bernard Belletante, Philippe Jamet :  Dictionnaire inattendu des Grandes Ecoles, Éditions EMS, 2022  (Junior CentraleSupélec : p. 94)
- Michel Cahier :  Les Impatients ou la Folie de créer, Éditions EMS, 1980  (Junior Centrale Études)

#### Articles et périodiques
- « Supélec toujours branchée », L'Express, nos 1977-1994,‎ 26 novembre 1989, p. 51, 52 (lire en ligne).
- « Les Junior-Entreprises », Problèmes économiques, no 2000,‎ 26 novembre 1986, p. 23, 24 (lire en ligne).